# 劉瑛 (金庸)
劉瑛，常叫作瑛姑，是《射鵰英雄傳》、《神鵰俠侶》中的人物，外號「神算子」。她性格小器卻又認真，曾經用心鑽研數學，以拯救周伯通。
劉瑛容色清麗，頭髮花白，身披麻衫，額頭滿佈皺紋，面頰卻如凝脂，一張臉以眼為界，上半老，下半少，卻似相差了二十多歲年紀。
登場回數:(射)29,31,32,39,(神)34-35,38-40

## 生平
瑛姑，本名劉瑛，本是「南帝」段智興的愛妃，因一次和「老頑童」周伯通私通後產下一男嬰周念通，後來該嬰孩被「鐵掌水上飄」裘千仞打成重傷，段智興因為不願救命而害了男嬰的性命，內心愧疚而決定出家，瑛姑便獨自生活。
瑛姑離開大理國後，訪遍江湖好手，企圖學藝殺死一燈大師、殺子仇人，期間遇到過歐陽鋒等高手，不久瑛姑從桃花島島主「東邪」黃藥師的棄徒「黑風雙煞」口中得知周伯通被黃藥師困在桃花島之中，具體原因卻未能打探，為了救出周伯通與其重逢，曾不惜獨闖桃花島的桃花島的桃花陣，但黃藥師所佈的陣法變幻莫測，非常人能解，必須有相應的奇門遁甲知識，瑛姑明顯欠缺，反倒被困桃花陣日三夜，險些餓死，結果救人行動當然失敗，最後還是黃藥師命啞僕將瑛姑送走，瑛姑才能脫困，瑛姑經此一役，自知不能在武功上取勝，而轉而研究數學和五行八卦等學問，以破解桃花陣，務求在算術上擊敗黃藥師，以救出周伯通。十多年來，頗有進境，但與上通天文，下曉地理的黃藥師相比實在是九牛一毛，甚至不及黃藥師之女黃蓉。同時為報復段智興拒救私生子之仇，亦自創武功「泥鰍功」，製作陰毒暗器「七絕針」，企圖破解段智興的絕學「一陽指」使自己晉身高手境界。
瑛姑很晚才正式登場，一直到《射雕英雄傳》第29回「黑沼隱女」才首次出埸，其時在黑泥沼居住時遇到郭靖和受了重傷的黃蓉，數學方面被絕頂聰明的黃蓉敗得一塌糊塗，又得知黃蓉是黃藥師之女，方始了解到桃花島救人之希望破滅（其實周伯通早前已擊敗黃藥師離開桃花島）。之後假意指點郭靖與黃蓉到段智興隱居處求醫，一來刺激段智興，使其想起心中的悔恨，記起曾「辜負」了自己，二來籍黃蓉手上的九花玉露丸的毒（九花玉露丸本身無毒，毒是瑛姑偷偷添加，黃蓉當時不知情）企圖毒害段智興，段智興本因救人已功力大損，加上毒藥的加持，便可乘機殺死段智興了卻「殺孑深仇」，後來，瑛姑果然執行自己的算盤，只是郭靖假扮段智興讓其刺殺，郭靖詐死騙過瑛姑，瑛姑「殺死」段後並沒有復仇的快感，反倒有悔意，到真正的段智興出現後，便意識到自己多年的錯誤，自己怨恨的應該是殺子真正兇手，而非段智興，瑛姑後悔莫及，決定與段智興冰釋前嫌，不再記恨段，但仍對段有所芥蒂，盡量不與其相見。
長久以來一直對段智興、裘千仞等心懷怨恨便一直企盼能手刃仇人裘千仞，並與周伯通重聚，不過在華山上愛人、仇人都從她身邊溜走。
晚年居於黑龍潭，養了兩隻九尾靈狐，得到「神鵰大俠」楊過和郭襄的幫助後終能和周伯通相聚，並化解了她與一燈大師、周伯通和裘千仞之間的糾葛。

## 武功
泥鰍功
一種閃避的步法，曾避開金輪國師的龍象般若功和郭靖的降龍十八掌。
寒陰箭
能一掌連碎十七塊青磚，而每塊青磚的磚屑決不四散飛揚，陰狠強勁，兼而有之。曾用此功擊中楊過，但傷其不得。
七絕針
瑛姑從女工針線中研究的暗器招式，其右手食指戴有突出金針的金環，金針上具有劇毒。 專用來剋制大理段氏獨門絕技一陽指，但成效不大。

## 相關人物
- 前夫：「南帝」段智興
- 愛人：周伯通
- 仇人：裘千仞

## 影视形象

### 劇集
《射鵰英雄傳》：
- 黃文慧：香港佳藝電視《射鵰英雄傳》（1976年）
- 曾慶瑜：香港無綫電視《射鵰英雄傳》（1983年）
- 彭筱蘭：台灣中視《射鵰英雄傳》（1988年）
- 蔣文端：香港無綫電視《射鵰英雄傳》（1994年）
- 梁　麗：中國慈文影視《射鵰英雄傳》（2003年）
- 劉立淇：上海唐人公司《射鵰英雄傳》（2008年）
- 張楷依：中國華策影視、完美影視聯合出品《射鵰英雄傳》（2017年）
- 尤靖茹：中國企鵝影視、耀客傳媒聯合出品《金庸武侠世界》（2024年）

《神鵰俠侶》：
- 曾慶瑜：香港無綫電視《神鵰俠侶》（1983年）
- 張家惠：台灣中視《神鵰俠侶》（1984年）
- 馬海倫：香港無綫電視《神鵰俠侶》（1995年）
- 朱玉葉：新加坡新傳媒《神鵰俠侶》（1998年）
- 梁　麗：中國中央電視台《神鵰俠侶》（2006年）
- 張　萌：中國華夏視聽、於正工作室聯合出品《神鵰俠侶》（2014年）
- 劉庭羽：中國芒果娛樂、盛夏星空傳媒聯合出品《新神鵰俠侶》（待播）

### 電影
- 井莉：《射鵰英雄傳第三集》（1981年） ，邵氏公司